# José Belda
José Belda, nascido a 6 de junho de 1975 em Ontinyent, é um ciclista amador espanhol. Apesar de não ter estreia como profissional tem conseguido fazer com as provas profissionais da Volta a León 2012 entre outras vitórias parciais além de dominar grande parte do calendário amador espanhol. No entanto suspeitas sobre possíveis práticas dopantes, com um positivo confirmado em 2012, impediram-lhe dar o salto a profissionais.

## Palmarés
Ainda não tem conseguido nenhuma vitória como profissional